# Above the Clouds
Above the Clouds (ATC), var ett heavy metal-band från Stockholm som existerade mellan 1979 och 1985. Bandet släppte sin första och enda LP-skiva Cut in Ice 1984 på Vertigo Records. Ett uppmärksammat framträdande på Gröna Lund från 1985 finns bevarat på video. Innan bandets splittrades spelades ytterligare två låtar in, "Back Seat Driver" och "Don't Run, Don't Hide". Dessa mixades av Michael B Tretow som även var ljudtekniker åt  bland andra Abba, men släpptes aldrig. Bland bandets medlemmar finns Mats "Mappe" Björkman som senare kom att bli medlem i Candlemass och Tommy Denander som haft en framgångsrik karriär som studiomusiker, och i egna projekt. Vid inspelningen av Cut in Ice var Denander 15 år.

## Medlemmar
Senaste medlemmar
- Mats "Mappe" Björkman – gitarr
- Per Liljefors – trummor
- Tommy Denander – gitarr
- Jonas Olsson – basgitarr
- Håkan "H. Spider" Söder – sång

Tidigare medlemmar
- Nils Westergren – gitarr
- Jack Hellsten – basgitarr
- Anders Werdén – trummor
- Anders Gustafsson – basgitarr
- Thomas Martinsson – basgitarr

## Diskografi
Studioalbum
- 1984 – Cut in Ice [2]

Samlingsalbum (div. artister)
- 1996 – Swedish Hard Rock and Heavy Metal 1970-1996[3]